# Río Pato
Der Río Pato ist ein ca. 80 km langer linker Nebenfluss des Río Caguán im Süden von Kolumbien.

## Flusslauf
Der Río Pato entspringt im Süden der Cordillera Oriental, 210 km südsüdwestlich der Hauptstadt Bogotá auf einer Höhe von etwa 2550 m. Das Quellgebiet liegt im äußersten Norden des Departamento del Caquetá. Der Río Pato fließt in überwiegend südlicher Richtung durch ein dicht bewaldetes Gebiet an der Ostflanke des Gebirges. Der Oberlauf liegt innerhalb des Parque Nacional Natural Cordillera de los Picachos. Bei Flusskilometer 40 mündet der Río Balsillas von rechts in den Fluss. Der Río Pato mündet schließlich 25 km nördlich von San Vicente del Caguán in den Río Caguán. 
Die Region soll für den Ökotourismus erschlossen werden. 17 ehemalige FARC-Rebellen wurden im Rahmen einer Weiterbildungs- und Integrationsmaßnahme zu Fremdenführern ausgebildet. Diese führen seit dem Jahr 2018 Schlauchbootfahrten (Rafting) für Touristen auf dem Río Pato durch.